# Anansi fiúk
Az Anansi fiúk (angolul Anansi boys) Neil Gaiman angol író 2005-ben megjelent Locus-díjas regénye.

## Cselekmény
A könyv főszereplője Kövér Charlie Nancy aki menyasszonyával Rosie-val Angliában él, amikor tudomására jut, hogy édesapja elhunyt. Elutazik Floridába, gyermekkora helyszínére hogy részt vegyen apja temetésén. A szertartás után az öreg szomszédasszonyuktól, Mrs. Higgler-től megtudja, hogy édesapja egy ősi isten, Anansi volt, ráadásként pedig van egy testvére is, akiről eddig mit sem tudott. Végül megjelenik a bátyja, Pók is, aki teljesen felforgatja Kövér Charlie életét.

## Fordítások
- Момчетата на Ананси (bolgár), ISBN 978-954-655-242-6
- Anansiho chlapci (cseh), ISBN 80-7332-079-7
- I ragazzi di Anansi (olasz), ISBN 88-04-55701-X
- Os Filhos de Anansi (portugál), ISBN 972-23-3592-8
- Дети Ананси (orosz), ISBN 5-17-037493-3
- Chłopaki Anansiego (lengyel), ISBN 83-7480-020-8
- Băieții lui Anansi (román), ISBN 973-733-103-6
- De bende van Anansi (holland), ISBN 90-245-5385-7
- Los hijos de Anansi (spanyol), ISBN 978-84-96544-66-6
- Anansi dēli (litván), ISBN 978-9984-777-69-6
- Anansi Boys (német), ISBN 978-3-453-26530-1
- Anansijevi momci (szerb), ISBN 86-7436-611-2

## Magyar kiadás
- Anansi fiúk; ford. Pék Zoltán; Agave Könyvek, Bp., 2009, 2014
- Anansi fiúk felújított, illusztrált kiadás (Agave Könyvek, 2020, Pék Zoltán)